# Johann Karl Heinrich von Zobel
Johann Karl Heinrich von Zobel (* 18. Juli 1773 in Gröppendorf; † 7. September 1849 in Borna) war ein deutscher lutherischer Theologe und Ehrenbürger von Borna.

## Leben
Der Sohn des Anhalt-Köthener Kammer- und Jagdjunkers sowie späteren Regierungsrates in Wurzen Heinrich Adolf Siegmund von Zobel und der Caroline Amalie Hedwig (geb. Buda) wurde als schwächliches Kind von Hauslehrern unterrichtet. Am 18. April 1787 bezog er das kurfürstliche Landesgymnasium in Grimma, welches damals unter der Leitung des Rektors Johann Heinrich Mücke stand. Da er um den 29. September 1791 erkrankte, musste er das Gymnasium verlassen, wobei ihm ein Zeugnis ausgestellt wurde, welches ihn befähigte, sich an einer Hochschule weiterzubilden. Nach gesundheitlicher Erholung ging er am 1. Mai 1792 an die Universität Wittenberg, um ein Theologiestudium zu absolvieren.
Seine Lehrer waren Johann Matthias Schröckh in Geschichte, Johann Georg Karl Klotzsch in Philosophie, Johann Gottlieb Drasdo (1753–1819), Karl Ludwig Nitzsch, Christian Friedrich Matthäi, Friedrich Wilhelm Dresde, Wilhelm Traugott Krug, Michael Weber und Johann August Görenz (1763–1836). Von diesen angeleitet, erwarb er am 18. Oktober 1793 den akademischen Grad eines Magisters der Philosophie. 1795 absolvierte er sein theologisches Examen in Dresden, kehrte nach Wittenberg zurück, wo er am 14. September 1795 die Vorleseerlaubnis für Hochschulen als Magister legens erwarb und am 24. September 1795 Adjunkt der philosophischen Fakultät Wittenberg wurde.
Er las über Logik, Exegese, das Alte und Neue Testament. Da er gern theologische Vorlesungen halten wollte, erwarb er am 10. April 1797 das Bakkaulaureat der Theologie. Da ihm ein akademischer Werdegang jedoch immer uninteressanter erschien, bewarb er sich um ein Pfarramt in Wiederau, welches er auch nach erfolgter Probepredigt im Dezember 1798 erhielt. Nach seiner erfolgten Ordination am 12. Dezember 1792 in der Stadtkirche Wittenberg trat er am 31. Januar 1799 sein Amt an. Als er sich literarisch einen Namen gemacht hatte, bewarb er sich 1807 um die Superintendentur in Borna. Nach abgehaltenen Probepredigten in Dresden und Borna trat er 20. März 1808 die Stelle an. 1817 wurde er an der Universität Leipzig zum Doktor der Theologie promoviert. Am 19. Juni 1835 wurde er außerordentlicher Beisitzer am Landeskonsistorium und am 25. August 1836 Ehrenbürger der Stadt Borna.

## Familie
Zobel hatte sich am 3. Januar 1799 in Wittenberg mit Friedricke Christiane Caroline († 7. März 1841 in Borna), der jüngsten Tochter des Wittenberger Stadtphysikus Dr. med. Heinrich Carl Charitius vermählt. Aus der Ehe stammen acht Kinder. Seine zweite Ehe ging er am 4. Januar 1842 mit Laura Albertine Wohlfahrt ein. Die Ehe blieb kinderlos. Von den Kindern kennt man:
- Karl Adolph Eduard von Zobel (* 1801[1]) wurde geheimer Regierungsrat in Dresden Dr. jur. verh. Juliane Auguste von Wolfersdorff
- Ernst Hermann Robert von Zobel Pf. u. Sup. in Dippoldiswalde verh. mit Ida Theresa Mathilde von Carlowitz
- Bertha Renate Cösteline von Zobel verh. mit dem Juristen und Bürgermeister in Borna Ludwig August Koch
- Clementine Philippine Ottilie von Zobel verh. mit dem Pfarrer in Benndorf M. Konrad Julius Thieme

Der Verwaltungsjurist Georg Wolf von Zobel war ein Urenkel eines Bruders von Johann Karl Heinrich von Zobel.

## Werke
- Etwas über das Schattenreich der Ebräer und über eine doppelte, sich scheinbar widersprechende, Deutung derselben. Wittenberg 1795
- Diss. (Präsens Johann Daniel Titius) de philosophia, virtutis matre. Wittenberg 1795
- Diss. Lex moralis, quatenus absolute praecipit, utrum digna sit nostra reverentia, nec ne? Wittenberg 1795
- Diss. Utrum officia erga Deum, quae vocantur, vere sic appellari possint, nec ne? Wittenberg 1795
- Diss. De notione miraculi divini biblica. (Resp. Carl Ludwig Nitzsch) Tzschiedrich, Wittenberg 1797.
- Magazin für die biblische Interpretation, angelegt u.s.w. . 1. Bd., 1 St. Leipzig 1805, 2. St, Leipzig 1806
- Handbuch zur Vorbereitung auf das verständige Lesen der biblischen Bücher alten und neuen Testaments, für jeden Bibelfreund überhaupt und für Schullehrer insbesondere. Leipzig. 1806 Auch unter dem Titel: Populäre Einleitung in die sämmtlichen Bücher der Bibel: nebst einem Anhange. Leipzig 1806
- Progr. Luthers Grundsätze, Meinungen und Wirkungen in Beziehung auf das Schulwesen. Altenburg 1817
- Diss. inaug. De oraculorum diurnorum in concionibus sacris usu inepto eodemque noxo. Leipzig 1817
- Feyer des dritten Jubelfestes der Reformation, welche den 2. November 1817 in Zöllsdorf, einem Vorwerk, das einst dem unsterblichen D. Mart. Luther eigentümlich gehörte, statt fand, nebst den dabey gehaltenen Reden. Leipzig 1817
- Anleitung zu vorschriftsmäßiger Fertigung der Kirchrechnungen im Königreiche Sachsen und zu deren Examination. Nebst 4 Beilagen. Leipzig 1825
- Vollständige Anweisung zu einer gesetz und zweckmäßigen Einrichtung und Führung der, von den Volksschullehrern in den Königl. Sächs. Landen zu haltenden und resp. Einzureichenden Tabelle, abgefasst von G. L. Schulze, Kirchen und Schulrat in der Oberlausitz, zu Budissin, mit verschiedenen Zusätzen versehen. 1830
- Kirchen-Atlas des Königreichs Sachsen in 26 Karten mit topographisch-statistischen Beilagen zum Gebrauche für alle Geschäftsmänner und Reisende. Meißen 1830
- Geschäfts-Kalender zum Gebrauche für angehende Prediger und Predigt-Amts- Canidaten, in den Königl. Sächsischen Landen bestimmt, nebst erläuternden Tabellen und einem Anhange über alle vorkommenden Amtsvorfälle. Leipzig 1830
- Materialien künftiger Bearbeitung eines gemeinen Kirchenrechts für das Königreich Sachsen. Leipzig 1835
- Das Leben und Wirken der Pastoren und Superintendenten in der Königl. Sächs. Stadt Borna. Albert Ferdinand Reiche, Borna, 1849 (Digitalisat)